# ولادیمیر اوسوکین
ولادیمیر اوسوکین (روسی: Владимир Юрьевич Осокин؛ زادهٔ ۸ ژانویهٔ ۱۹۵۴) دوچرخه‌سوار اهل روسیه است.
وی در مسابقات کشوری و بین‌المللی در مجموع برندهٔ ۱ مدال طلا، ۶ مدال نقره شده‌است.